# Una domenica fruttuosa
Una domenica fruttuosa è un racconto incluso in Il mistero di lord Listerdale e altre storie, una raccolta di racconti di Agatha Christie senza nessuno dei principali personaggi che ricorrono di solito nei suoi romanzi e racconti, pubblicato per la prima volta nel Regno Unito nel 1934.

## Trama
Dorothy Pratt, una giovane cameriera, si sta godendo una gita in macchina in compagnia di un suo amico, Edward Palgrove, una domenica. La coppia si ferma davanti ad una bancarella di frutta sul ciglio della strada, dove ne comprano un sacchetto. Il venditore, con uno strano ghigno sul viso, dice loro che stanno comprando qualcosa che ha molto più valore di quello che hanno speso. Fermatisi vicino ad un ruscello, i due cominciano a mangiare la frutta, e leggono su un pezzo di giornale del furto di una collana di rubini del valore di cinquantamila sterline. Un attimo dopo, in fondo al sacchetto Dorothy e Edward trovano proprio una collana di rubini! Edward è scioccato a quella vista, ha paura di venire arrestato e messo in galera, ma Dorothy vede la possibilità di una nuova vita, vendendo il gioiello alla malavita. Edward ascolta indignato quest'idea, e le intima di restituire la collana. 
Il giorno dopo, Dorothy contatta Edward. Ha cambiato idea, il gioiello va restituito. Di ritorno dal lavoro, Edward quella sera legge sul giornale gli ultimi sviluppi sul furto della collana. Accanto a questo trafiletto, però, ce n'è un altro che attira l'attenzione del ragazzo. Edward e Dorothy si vedono, poco dopo, e il ragazzo mostra alla giovane il trafiletto che tanto lo aveva colpito. Nell'articolo si narra di una mossa pubblicitaria di successo: l'inserimento in un sacchetto di frutta su cinquanta, di una collana falsa. I due capiscono allora, con molto sollievo, di non essere in possesso della collana rubata.

## Edizioni
- Agatha Christie, Il mistero di Lord Listerdale e altre storie, traduzione di Grazia Griffini, collana Oscar Mondadori, Mondadori, 1982,  p. 262.